# Dovecot
Dovecot은 주로 보안을 염두에 두고 작성된 유닉스 계열 운영체제용 오픈 소스 IMAP 및 POP3 서버이다. 티모 시라이넨이 Dovecot을 시작했으며 2002년 7월에 처음 출시했다. Dovecot 개발자들은 주로 가볍고 빠르며 설정하기 쉬운 오픈 소스 전자우편 서버를 생산하는 것을 목표로 한다.
Dovecot의 주요 목적은 메일 저장 서버 역할을 하는 것이다. 메일은 일부 메일 전송 에이전트 (MDA)를 사용하여 서버로 전송되고 나중에 이메일 클라이언트 (메일 사용자 에이전트, 또는 MUA)로 액세스하기 위해 저장된다. Dovecot은 또한 메일 프록시 서버 역할을 하여 다른 메일 서버로 연결을 전달하거나, 예를 들어 메일 마이그레이션을 위해 원격 서버에서 메일을 검색하고 조작하는 경량 MUA 역할을 할 수 있다.
오픈 이메일 설문조사에 따르면, 2020년 현재 Dovecot은 최소 2.9 백만 개의 IMAP 서버를 설치했으며, 전체 IMAP 서버의 전 세계 시장 점유율 76.9%를 차지한다. 2019년 동일 설문조사 결과는 각각 2.6 백만 개와 76.2%를 기록했다.

## 기능
Dovecot은 표준 mbox, Maildir 및 자체 고성능 dbox 형식을 사용할 수 있다. UW IMAP 및 Courier IMAP 서버의 구현과 메일박스에 직접 액세스하는 메일 클라이언트와 완벽하게 호환된다.
Dovecot은 또한 메일 배달 에이전트(Dovecot 문서에서는 Local delivery agent라고 함)와 LMTP 서버를 포함하며, 선택적 Sieve 필터링을 지원한다.
Dovecot은 IMAP, POP 및 메시지 제출 에이전트 (MSA) 액세스를 위한 다양한 인증 스키마를 지원하며, CRAM-MD5 및 더 안전한 DIGEST-MD5를 포함한다.
버전 2.2부터 Dovecot에 몇 가지 새로운 기능이 추가되었는데, 예를 들어 추가 IMAP 명령 확장, dsync가 재작성 또는 최적화되었으며, 공유 메일박스가 이제 사용자별 플래그를 지원한다.
버전 2.3은 메시지 제출 에이전트, 인증을 위한 Lua 스크립팅 및 기타 개선 사항을 추가했다.
애플은 Mac OS X Server 10.6 스노 레오파드 이후로 전자우편 서비스에 Dovecot을 포함한다.
2017년, 모질라는 모질라 오픈 소스 지원 프로그램을 통해 Dovecot 소프트웨어에 대한 보안 감사를 실시했는데, 이는 Dovecot 코드에 대한 첫 공개 감사였다. 감사를 수행한 팀은 Dovecot 코드의 품질에 깊은 인상을 받았으며 다음과 같이 썼다. "많은 노력과 철저하고 포괄적인 접근 방식에도 불구하고 Cure53 테스터들은 Dovecot의 뛰어난 보안 상태를 확인할 수 있었다. 특히, 코드베이스에서 세 가지 경미한 보안 문제만 발견되어 Dovecot에 대해 매우 좋은 결과를 가져왔고, 보안 약속을 지키는 것이 Dovecot 개발 및 운영의 핵심이라는 사실을 진정으로 증명했다.".

## 같이 보기
- 메일 서버 비교